# Soufiane El Mesrar
Soufiane El Mesrar (en arabe : سفيان المسرار), né le 5 juin 1990 à Kénitra (Maroc), est un joueur de futsal international marocain.
Formé au Dynamo Kénitra dans sa ville natale, il s'exporte en 2018 en France en rejoignant le Montpellier Méditerranée Futsal avec lequel il évolue en D2. Après une saison, il est transféré en Division 1 en signant à l'ACCS Asnières Villeneuve 92 avec lequel il remporte le championnat en 2021. Puis il rejoint l'Étoile lavalloise Mayenne Futsal Club avec lequel il bat une grande partie de ses records, notamment en remportant le championnat et la Coupe nationale en 2023 et en terminant la saison avec la distinction de meilleur joueur et de meilleur buteur (30 réalisations sur la saison régulière).
Faisant ses débuts en équipe du Maroc en 2011 sous la houlette du sélectionneur Hicham Dguig, il participe à quatre Coupes du monde : en 2012, 2016, 2021 et 2024. Au niveau continental, il remporte la Coupe d'Afrique des nations en 2016, 2020 et 2024. En 2022, il remporte la Coupe arabe des nations et la Coupe des confédérations.

## Carrière en club

### Formation au Dynamo Kénitra (2010-2018)
Ancien joueur de football classique au Kénitra Athletic Club, Soufiane El Mesrar commence le futsal à l'AC Dynamo Kénitra en 2010. Club avec lequel, il remporte le championnat du Maroc à deux reprises, celui de la saison sportive 2015-2016 et celui de la saison 2017-2018 Entre-temps il termine meilleur buteur de la saison 2016-2017 avec 38 réalisations devançant Mohamed Jouad de deux buts. Avec le Dynamo Kénitra, il remporte également la Coupe du Trône de la saison 2017-2018.

### Première expérience en France avec le MMF (2018-2019)
Alors âgé de 28 ans, Soufiane El Mesrar arrive en France au mois d'août 2018 et s'engage avec le Montpellier Méditerranée Futsal avec son compatriote Bilal Bakkali. Soufiane El Mesrar dispute son premier match avec le club montpelliérain le 15 septembre 2018 contre le Futsal Dijon Clénay à l'occasion de la 1re journée de championnat, match qui se termine sur une victoire de Montpellier avec un triplé de l'ailier marocain, ses premiers buts en France. La journée suivante, en Corse, El Mesrar contribue à la victoire de son équipe sur le parquet de l'Entente Furiani (6-0) en s'offrant un quadruplé,. Le 6 octobre 2018, le MMF s'impose à domicile (10-2) face à l'AS Minguettes Vénissieux avec une réalisation du Marocain. Les Montpelliérains se déplacent le week-end suivant chez le Plaisance All-Stars et s'imposent sur le terrain de ce dernier (5-4) avec un doublé du natif de Kénitra. Soufiane El Mesrar inscrit son 11e but de la saison le 20 octobre 2018 contre Kingersheim à l'occasion de la 5e journée de D2. Le 10 novembre 2018, le MMF est accroché par Strasbourg Neuhof (3-3) avec un but d'El Mesrar. Il s'offre un doublé la journée suivante en déplacement chez l'Elsass Pfastatt Futsal dans une rencontre à l'issue de laquelle Montpellier concède sa première défaite de la saison (5-3). Montpellier s'incline sur le parquet du Toulouse Métropole le 8 décembre 2018 sur le score de 4-2. El Mesrar marque un des deux buts de son équipe. La journée suivante, il participe au succès montpelliérain (4-2) contre l'Entente Furiani en inscrivant un doublé.
Soufiane El Mesrar marque son 18e but de la saison le 26 janvier 2019 sur le parquet de l'AS Minguettes Vénissieux qui voit le MMF s'imposer (6-2).
Le 9 février 2019, Montpellier Méditerranée entre en lice en Coupe nationale en se déplaçant sur le terrain de Pays Voironnais Futsal. Le MMF sort victorieux de la rencontre avec un doublé du Marocain.
Lors de la 12e journée le 16 février 2019, le MMF est victorieux contre Plaisance All-Star. El Mesrar contribue au succès de Montpellier avec un doublé.
La journée suivante le 23 février 2019, l'ailier marocain s'offre un nouveau doublé en Alsace sur le terrain de Kingersheim chez qui les Montpelliérains réalisent un large succès (9-2).
Le 2 mars 2019, Soufiane El Mesrar s'offre un triplé contre le Toulon Est Futsal à l'occasion des 16e de finale de la Coupe nationale qui voit Montpellier s'imposer sur un score large (9-1).
Puis, toujours en Coupe nationale, le MMF tombe contre Toulon Élite Futsal pensionnaire de D1 qu'il reçoit le 23 mars 2019 lors des 8e de finale. Les Montpelliérains et les Toulonnais se neutralisent toujours à la fin des prolongations (3-3) avec une réalisation d'El Mesrar. Le MMF remporte la séance de tirs au but (3-1). Mais le club toulonnais porte une réclamation contre le MMF pour avoir aligné des joueurs non éligibles (certificats médicaux frauduleux). Montpellier est alors disqualifié et Toulon obtient gain de cause en étant repêché pour la suite de la compétition.
L'international marocain dispute les 14e, 15e et 16e journées de championnat, mais Montpellier perd lesdits matchs sur tapis vert,.
À la suite de ces points de pénalités, le MMF termine alors 5e au classement de D2 et le club est exclu de toutes compétitions pour raisons extra-sportives.
Soufiane El Mesrar quitte le MMF à l'issue de la saison en ayant pris part à 19 rencontres pour 28 buts marqués.

### Découverte de la D1 et de la Ligue des champions avec ACCS 92 (2019-2021)
Après une saison au MMF, il rejoint avec Bilal Bakkali, l'ACCS FC qui évolue dans l'élite du futsal français.
Soufiane El Mesrar dispute son premier match sous ses nouvelles couleurs le 14 septembre 2019contre Toulouse Métropole à l'occasion de la 1re journée de D1. Match qu'ACCS remporte (8-1) puis perd sur tapis vert en raison d'une irrégularité.
Il marque son premier but avec ACCS la journée suivante contre Nantes Métropole Futsal sur le parquet de ce dernier qui voit le club francilien s'imposer sur un score large de 7-1.
La journée qui suit, ACCS s'impose à domicile sur le Sporting Club de Paris (9-3) avec une réalisation et une passe décisive du Marocain.
Le 3 novembre 2019, ACCS inflige une lourde défaite à Roubaix AFS (18-1) avec un triplé d'El Mesrar.
Soufiane El Mesrar inscrit son 6e but de la saison contre Paris ACASA futsal le 9 novembre 2019.
Il retrouve le chemin des filets le 15 décembre 2019 face à l'Orchies Pévèle contre qui ACCS s'impose 9-4.
L'ailier marocain marque un but et délivre deux passes décisives contre le Sporting Paris le 8 mars 2020 à l'occasion de la 13e journée de D1.
Alors que le club est en tête du classement, la saison 2019-2020 est tronquée en raison de la pandémie de Covid-19 et aucun titre n'est décerné. El Mesrar compte alors à l'arrêt des championnats 8 buts à son actif en 14 matchs disputés.

#### Deuxième saison avec ACCS
Soufiane El Mesrar poursuit son aventure avec ACCS et commence la saison 2020-2021 par une victoire de son équipe 6-0 le 12 septembre 2020 sur le parquet de Nantes Métropole.
Lors de la 4e journée le 10 octobre 2020, ACCS inflige une lourde défaite (14-2) au promu Chavanoz avec une réalisation du Marocain.
Le week-end suivant, Soufiane El Mesrar s'offre un doublé face à Béthune Futsal.
Il contribue à la victoire (9-1) face à Hérouville Futsal le 24 octobre 2020 en ouvrant le score de la rencontre.
ACCS s'impose largement lors de la 8e journée contre Toulouse Métropole sur le score de 10-3 avec une réalisation d'El Mesrar.
Soufiane El Mesrar dispute son premier match de Ligue des champions de futsal de l'UEFA le 25 novembre 2020 contre l'Étoile rouge de Belgrade en match comptant pour le tour préliminaire. Le club français élimine son homologue serbe sur le score de 7-3, et se qualifie en 16e de finale.
Le Marocain renoue avec les buts le 28 novembre 2020 avec un doublé contre Garges et le 12 décembre 2020 avec un autre doublé face à Toulon Élite.
Le 16 janvier 2021, Soufiane El Mesrar et ACCS parviennent à se qualifier pour les huitièmes de finale de la Ligue des champions en venant à bout du club italien Italservice Pesaro en remportant la séance de tirs au but, après 3-3 à l'issue de la prolongation.
Soufiane El Mesrar s'offre un doublé face à Chavanoz le 13 février 2021 et contribue à un nouveau succès francilien (13-1).
Vient alors le 8e de finale de la Ligue des champions qui voit le parcours européen d'ACCS prendre fin face au Barça sur une défaite 2-1.
El Mesrar inscrit son 12e but de la saison le 13 mars 2021 sur le parquet de Hérouville Futsal. Match comptant pour la 16e journée qui se termine sur une victoire d'ACCS.
Le natif de Kénitra marque à nouveau contre Toulouse Métropole sur le terrain de ce dernier le 17 avril 2021 dans le cadre de la 18e journée de D1.
Il marque son 14e but de l'exercice 2020-2021 le 24 avril 2021 lors de la victoire face à l'UJS Toulouse (5-1).
Comme au match aller, il inscrit un doublé à nouveau contre Garges le 15 mai 2021.
Puis, il marque ses 17e et 18e réalisations de la saison, respectivement face à Toulon le 29 mai 2021 et lors de la réception de Nantes Métropole le 5 juin 2021 en match de la dernière journée de championnat.

#### Mi-saison avec ACCS en D2
Après avoir disputé la Coupe du monde de futsal de 2021 en Lituanie durant laquelle le Maroc réalise un exploit en atteignant les quarts de finale, Soufiane El Mesrar commence la nouvelle saison en deuxième division à la suite de la rétrogradation de l'ACCS, il marque un but à l'extérieur contre Garges le 16 octobre 2021.
Le 23 octobre 2021, ACCS inflige une lourde défaite au club de Pessac (13-1) avec une réalisation de l'ailier marocain.
Puis le 27 octobre 2021, Soufiane El Mesrar inscrit son premier but européen contre le Sporting Clube de Portugal à l'occasion de la 1re journée de groupe du tour principal de la Ligue des champions. Mais son équipe s'incline (4-3).
Il récidive le lendemain avec une autre réalisation contre le club slovène de FK Dobovec avec cette fois-ci une victoire d'ACCS (5-4).
ACCS parvient à se qualifier au tour élite de la Ligue des champions qui a lieu du 2 au 5 décembre 2021 à Tioumen (Russie). Soufiane El Mesrar participe à l'ensemble de matchs de ce tour. Il inscrit un but et délivre une passe décisive à Thiago Bolinha lors de la 3e journée contre le club biélorusse de Viten Orsha qui voit ACCS s'imposer (10-5).
Le 11 décembre 2021 en championnat, le Marocain s'offre un quadruplé contre Reims Métropole dans une rencontre qui se solde par une victoire d'ACCS (10-1). C'est le dernier match que dispute l'international marocain avec le club francilien.
Ainsi avec ACCS, Soufiane El Mesrar aura pris part au total à 49 matchs et inscrit 36 buts.
Après deux saisons et demie passées au club de Villeneuve-la-Garenne, El Mesrar rejoint l'Étoile lavalloise en janvier 2022, accompagné à nouveau de son compatriote et coéquipier en sélection Bilal Bakkali.

### Avec l'Étoile lavalloise Mayenne (depuis 2022)
Soufiane El Mesrar dispute son premier match avec l'Étoile lavalloise contre Loudéac (club de district) le 5 février 2022 à l'occasion des 32e de la Coupe nationale. Son équipe s'impose largement (14-1) et El Mesrar s'offre un triplé.
Il marque son premier but en championnat le 19 février 2022 lors de la réception du Sporting Club de Paris. Son équipe finit par s'imposer avec seulement un but d'écart (6-5).
Le 26 février 2022, l'Étoile lavalloise se qualifie pour les 8e de la Coupe nationale en disposant de l'équipe de Saint-Médard sur le terrain de ce dernier. Soufiane El Mesrar y inscrit un quadruplé.
Le parcours en Coupe nationale prend fin le 20 mars 2022 avec une défaite (8-3) contre le Nantes Métropole Futsal, futur vainqueur de la compétition. El Mesrar inscrit un doublé contre le club nantais.
El Mesrar ne retrouve les chemins des filets que le 7 mai 2022 en déplacement chez Paris ACASA futsal où il marque deux buts.

#### Deuxième saison avec l'Etoile
Soufiane El Mesrar poursuit son aventure avec l'Étoile lavalloise en débutant par une victoire à l'extérieur sur le terrain du Mouvaux Lille Métropole Futsal le 3 septembre 2022.
Il inscrit son premier but de la saison 2022-2023 le 1er octobre 2022 sur le terrain de Kingersheim où son équipe s'impose (5-2).
Le 30 octobre 2022, il ouvre le score face à Paris ACASA dans une rencontre serrée qui se solde par une victoire de l'Étoile lavalloise (4-3).
Il est de nouveau décisif face au Futsal Club béthunois le 19 novembre 2022 contre qui il inscrit un doublé.
La journée suivante, il récidive avec deux autres buts, face à Toulon Élite dans une rencontre où son équipe menait 3-0 avant de se faire rejoindre par son adversaire au score (3-3).
Soufiane El Mesrar et l'Étoile lavalloise s'imposent à domicile contre Marcouville city (10-2) le 10 décembre 2022. Match durant lequel, le Marocain inscrit deux réalisations.
La journée qui suit, l'international marocain contribue à la victoire de son équipe face à l'UJS Toulouse en s'offrant un quadruplé.
A l'occasion des 32e de finale de la Coupe nationale, le club lavallois se déplace et s'impose (10-1) sur le parquet du CPB Rennes qui évolue en Régional 2. El Mesrar s'illustre avec un but.
Le 28 janvier 2023, les Lavallois disposent de Kingersheim sur un score large de 8-0 avec une réalisation d'El Mesrar.
Il inscrit son 13e but de la saison en championnat le 11 février 2023 sur le parquet du Sporting Paris. Les Parisiens mentent à la série d'invincibilité de l'Étoile lavalloise en s'imposant 4-2.
Le 18 février 2023, il contribue avec un but à la qualification de son équipe en huitième de finale de la Coupe nationale aux dépens de Marcouville City (5-3 après prolongations).
Lors de la 16e journée, son équipe s'impose à domicile 7-1 contre Nantes le 25 février 2023. Match durant lequel il inscrit un but et délivre une passe décisive.
Il s'offre un triplé contre Paris Acasa la journée qui suit le 18 mars 2023.
La journée suivante à domicile, il contribue à la victoire des Lavallois contre le KB United (8-2) en inscrivant un quadruplé.
Il inscrit son 36e but sous les couleurs lavalloises le 1er avril 2023 sur le parquet de Futsal Béthunois.
Puis en quart de finale de la Coupe nationale, il contribue à la qualification de son équipe pour les demi-finales avec un doublé contre le GOAL futsal (victoire, 2-6).
Le 22 avril 2023, il s'empare de la tête du classement des buteurs de D1 en inscrivant un triplé contre Toulon Élite à l'occasion de la 20e journée de championnat (victoire de Laval, 9-3).
La journée suivante, il récidive avec un autre triplé, sur le parquet de Marcouville (victoire de Laval, 3-6).
Puis le 13 mai 2023, Soufiane El Mesrar inscrit un doublé contre Mouvaux s'offrant ainsi le titre de meilleur buteur de la D1 avec 30 réalisations en 20 matchs disputés sur la saison régulière.
Le week-end suivant en demi-finale de la Coupe nationale, il s'offre un septuplé à domicile contre Mouvaux qui s'est déplacé sans ses joueurs cadres. Les Lavallois se qualifient pour la finale en s'imposant facilement avec un score de 17-0.
Il marque sur le parquet de Mouvaux lors de la demi-finale aller des play-offs. Buteur à l'aller, il récidive aussi au retour le 3 juin 2023 devant le public lavallois. L'Étoile s'impose facilement et valide son ticket pour la finale des play-offs.
Le 10 juin 2023, l'Étoile lavalloise remporte la Coupe nationale aux dépens du Sporting Club de Paris (2-0). El Mesrar marque le deuxième but de cette finale disputée à Pessac. Il s'agit du premier titre national pour le club lavallois.
L'Étoile lavalloise s'impose de nouveau contre le Sporting le week-end suivant en finale du championnat (5-3), avec un but du Marocain. Le club lavallois remporte donc le championnat national pour la première fois et réalise le doublé.

#### Troisième saison avec l'Etoile
Soufiane El Mesrar prolonge avec le club lavallois en jouant son premier match de la saison contre Paris Acasa en déplacement chez ce dernier pour la première journée de championnat. L'Etoile s'impose 10 à 7 avec un quadruplé du Marocain. La journée qui suit il marque un des neuf buts de son équipe face à Hérouville Futsal (victoire, 9-3). Il s'illustre le 30 septembre 2023 à Toulon en marquant un des cinq buts lavallois.
Durant la période du 25 au 28 octobre 2023, l'Étoile Lavalloise fait son entrée en lice en Ligue des champions 2023-2024. Le club français se qualifie pour le tour élite grâce à deux victoires, face à l'équipe slovène de Dobovec (4-0) et United Galati de Roumanie (10-4), et un match nul contre le Benfica (2-2). Soufiane El Mesrar participe à l'ensemble des rencontres et inscrit un but contre United Galati,,.
Le 4 novembre 2023 il inscrit un doublé lors de la réception de Kingersheim comptant pour la 7e journée de championnat dans un match qui voit les Lavallois dominer largement (8-0). Le 11 novembre 2023 il marque sur le parquet de l'UJS Toulouse (victoire, 1-4), puis le 19 novembre 2023 il inscrit une autre réalisation face à GOAL (nul, 2-2) et inscrit un but le 22 novembre 2023 face au Sporting Paris (victoire, 4-5) confortant ainsi son fauteuil de leader au classement des buteurs,,.
L'Étoile lavalloise fait son entrée en lice dans le tour élite de la Ligue des champions le 29 novembre 2023 à Jelgava contre le club letton de Riga qui compte dans ses rangs, le Portugais Ricardinho, sextuple ballon d'or. Malgré un doublé de Soufiane El Mesrar, le club français finit par s'incliner 5 buts à 4 en encaissant un but à six secondes de la fin. Le Marocain délivre une passe décisive pour Abdessamad Mohammed lors de la dernière journée du tour élite contre le club italien de Città Di Eboli qui voit le club français s'imposer 4-0.
Le 9 décembre 2023, l'Etoile s'impose dans la douleur face à Nantes Métropole sur le score de 5 buts à 4. Soufiane El Mesrar contribue à la victoire avec un doublé. Il commence la nouvelle année par un but contre Ajaccio le 6 janvier 2024 (victoire 5-3) et inscrit son 16e but de la saison le week-end suivant chez Hérouville Futsal (victoire, 1-5),.
Le 27 janvier 2024 à l'occasion de la 14e journée de D1, il s'offre un triplé face à Toulon Élite (victoire, 7-1) et porte son total de buts de la saison en championnat à 19. Puis ajoute deux buts à son compteur la journée suivante le 10 février 2024 sur le parquet du KB United.
Il inscrit un doublé en 16e de finale de la Coupe nationale sur le parquet de Nice Futsal contribuant ainsi à la qualification de son équipe pour le prochain tour (victoire, 2-6).
Le 2 mars 2024, les Lavallois s'imposent facilement sur le terrain de Kingersheim (10-2). El Mesrar y inscrit un doublé. Il récidive le week-end qui suit en huitième de finale de Coupe nationale avec un doublé face à Beuvrages (Régional 2) contre qui l'Etoile Lavalloise s'impose largement (16-1). Quelques jours après le 16 mars 2024, il inscrit son 24e but de la saison en championnat face à l'UJS Toulouse (victoire, 5-2). Le week-end suivant dans le cadre des quarts de finale de la Coupe nationale, il inscrit un doublé contre le Toulon Élite Futsal dans un match qui voit les Lavallois s'imposer largement (9-0).
Après avoir remporté la Coupe d'Afrique avec le Maroc, Soufiane El Mesrar inscrit son 25e but de la saison en championnat face au Nantes Métropole, le 27 avril 2024. Toutefois, l'Etoile Lavalloise perd le match sur le score de 3 buts à 2, soit la première défaite de la saison pour le club lavallois.
Pour son dernier match de championnat de la saison régulière, l'Etoile est tenue en échec par Paris Acasa le 11 mai 2024 à la Salle Mayenne. Bien qu'il n'ait pas marqué lors de cette rencontre, Soufiane El Mesrar termine néanmoins meilleur buteur du championnat pour la deuxième année consécutive (25 buts) devant Steve Bendali du Nantes Métropole Futsal (23 buts) et Rodrigo Viana du Toulon Élite Futsal (22 buts).
Puis, le 18 mai 2024, l'Etoile Lavalloise remporte la finale de la Coupe nationale pour la deuxième année consécutive aux dépens de Kremlin-Bicêtre futsal (6-1). Soufiane El Mesrar participe à cette finale et inscrit un des buts de la rencontre.
Vient alors le jour de la finale des play-offs le 1er juin 2024 à Vandœuvre-lès-Nancy qui voit les Lavallois s'imposer sur le Nantes Métropole Futsal sur le score de 7 buts à 1 avec un doublé du Marocain. Ainsi, El Mesrar et son club réalisent le doublé coupe/championnat pour la deuxième saison consécutive.

#### Quatrième saison avec l'Etoile
Soufiane El Mesrar rempile avec le club lavallois pour une quatrième saison consécutive.
En Ligue des champions, il parvient à atteindre le tour élite après trois victoires en trois matchs lors du tour préliminaire. Toutefois, les Lavallois ne réussissent pas à se qualifier pour les demi-finales, terminant deuxièmes de leur groupe derrière le club kazakh Kairat Almaty.
Grâce à son triplé contre le KB United le 23 novembre 2024 (victoire 8-2), Soufiane El Mesrar atteint la barre des 100 buts en D1 futsal.
Le 22 février 2025 face à l'UJS Toulouse, il dispute son 100e match de D1 futsal. Durant cette rencontre, El Mesrar inscrit un triplé.
Puis quelques mois plus tard, le 3 mai 2025 contre Montpellier Méditerranée Futsal, Soufiane El Mesrar fait sa 100e apparition sous le maillot lavallois et inscrit deux buts lors de cette rencontre comptant pour la 19e journée de championnat (victoire, 7-4).
Soufiane El Mesrar réalise à nouveau avec son équipe le doublé coupe et championnat. Durant cette saison 2024-2025, il aura pris part à 34 matchs et marqué 53 buts toutes compétitions confondues. Deuxième meilleur buteur du championnat à l'issue de la saison régulière avec 30 réalisations derrière son compatriote Mustapha Rabou (32 buts), il est élu meilleur joueur de D1 futsal, et ce pour la deuxième fois.

## En équipe nationale
Soufiane El Mesrar évolue en Équipe du Maroc de futsal FIFA depuis 2011.
Il participe aux Coupes du monde 2012 et 2016.
Retenu en stage de préparation, Soufiane El Mesrar participe à la Coupe d'Afrique des Nations en 2016 remportée par son pays.
En mars 2018, il est retenu pour un stage en équipe nationale. En fin d'année, la sélection marocaine termine deuxième du tournoi international de Changshu (Chine). Soufiane El Mesrar finit en tête du classement des buteurs avec cinq ou six réalisations.
En juillet 2019, il est retenu en stage  pour la CAN de janvier 2020. Convié au stage de préparation, il est conservé pour la compétition, remportée de nouveau par le Maroc. En finale, Soufiane El Mesrar inscrit un doublé contre l'Égypte (5-0).
En novembre 2020, El Mesrar marque un but lors de la victoire contre l'Ouzbékistan en amical.
Le 22 septembre 2021, il marque un triplé contre Venezuela en huitièmes de finale de la coupe du monde (Victoire du Maroc 3-2).
En juin 2022, El Mesrar, qui devient capitaine de la sélection, participe et remporte la Coupe arabe de futsal en Arabie saoudite en étant désigné meilleur joueur du tournoi.
Le Maroc avec la participation de Soufiane El Mesrar prend part à la Continental Futsal Championship à Bangkok en septembre 2022. Tournoi que les Marocains remportent en s'imposant en finale  face à l'Iran aux prolongations (4-3).
Il est sélectionné pour participer au mois de mars 2023 à deux doubles confrontations amicales, contre l'Irak et l'Estonie,. Participant aux quatre rencontres, il inscrit quatre buts face à l'Estonie dont trois lors du premier match le 6 mars 2023 à Rabat,.
Le mois qui suit, Hicham Dguig le convoque pour participer à un tournoi international organisé par la FRMF qui voit la participation de la France, de la Croatie et du Japon. Tournoi que le Maroc remporte chez lui. El Mesrar participe à l'ensemble des matchs et marque un but dans chacune des trois rencontres,,.
Le 14 septembre 2023, le Maroc, 8ème au classement mondial, s'impose en amical face au vice-champion du monde, l'Argentine sur le score de 7 buts à 0. Soufiane El Mesrar contribue à ce succès avec une réalisation.

## Statistiques

### Statistiques détaillées en club
Le tableau suivant recense les statistiques de Soufiane El Mesrar depuis le 28 septembre 2018 :
| Saison                | Club                  | Championnat           | Championnat | Championnat | Coupe(s) nationale(s) | Coupe(s) nationale(s) | Compétition(s) continentale(s) | Compétition(s) continentale(s) | Compétition(s) continentale(s) | Total | Total |
| Saison                | Club                  | Division              | M.          | B.          | M.                    | B.                    | Comp.                          | M.                             | B.                             | M.    | B.    |
| 2018-2019             | Montpellier MF        | Division 2            | 16          | 22          | 3                     | 6                     | -                              | -                              | -                              | 19    | 28    |
| Sous-total            | Sous-total            | Sous-total            | 16          | 22          | 3                     | 6                     | -                              | -                              | -                              | 19    | 28    |
| 2019-2020             | ACCS 92               | Division 1            | 14          | 8           | 0                     | 0                     | -                              | -                              | -                              | 14    | 8     |
| 2020-2021             | ACCS 92               | Division 1            | 22          | 18          | 0                     | 0                     | LDC                            | 3                              | 0                              | 25    | 18    |
| 2021-2022             | ACCS 92               | Division 2            | 4           | 6           | 0                     | 0                     | LDC                            | 6                              | 4                              | 10    | 10    |
| Sous-total            | Sous-total            | Sous-total            | 40          | 32          | 0                     | 0                     | -                              | 9                              | 4                              | 49    | 36    |
| 2021-2022             | Étoile lavalloise     | Division 1            | 5           | 3           | 3                     | 9                     | -                              | -                              | -                              | 8     | 12    |
| 2022-2023             | Étoile lavalloise     | D1+Play-offs          | 20+3        | 30+3        | 6                     | 12                    | -                              | -                              | -                              | 29    | 45    |
| 2023-2024             | Étoile lavalloise     | Division 1            | 20+3        | 25+4        | 6                     | 7                     | LDC                            | 6                              | 3                              | 35    | 39    |
| 2024-2025             | Étoile lavalloise     | Division 1            | 21+3        | 30+5        | 4                     | 6                     | LDC                            | 6                              | 12                             | 34    | 53    |
| Sous-total            | Sous-total            | Sous-total            | 75          | 100         | 19                    | 34                    | -                              | 12                             | 15                             | 106   | 149   |
| Total sur la carrière | Total sur la carrière | Total sur la carrière | 131         | 154         | 22                    | 40                    | -                              | 21                             | 19                             | 174   | 213   |

#### Bilan par compétition
| Compétition                | Matchs | Buts |
| -------------------------- | ------ | ---- |
| D1 Futsal                  | 111    | 126  |
| D2 Futsal                  | 20     | 28   |
| Coupe nationale futsal     | 22     | 40   |
| Ligue des champions futsal | 21     | 19   |
| Total                      | 174    | 213  |

### Statistiques en sélection marocaine
Le tableau suivant liste les rencontres de l'équipe du Maroc auxquelles Soufiane El Mesrar a pris part :

## Palmarès
| Dynamo Kénitra (3)                                                                                        | ACCS (1)                             | Étoile lavalloise (6)                                                                                                |
| --- | ------------------------------------ | --- |
| - Championnat du Maroc (2) : - Champion : 2015-16 et 2017-18 - Coupe du Trône (1) : - Vainqueur : 2017-18 | - D1 Futsal (1) - Champion : 2020-21 | - D1 Futsal (3) - Champion : 2022-23, 2023-24, 2024-25 - Coupe de France (3) - Vainqueur : 2022-23, 2023-24, 2024-25 |

| Maroc (9) |
| --- |
| - Coupe d'Afrique des Nations (3) - Champion : 2016, 2020 et 2024 - Tournoi international de Poreč (1) - Vainqueur : 2020 - Coupe arabe des nations (1) - Champion : 2022 - Coupe des confédérations (1) - Vainqueur : 2022 - Tournoi international de Rabat (2) - Vainqueur : 2023, et 2025 - Tournoi international de Croatie (1) - Vainqueur : 2023 |

### Distinctions individuelles
- Meilleur buteur du championnat marocain : 2016-2017 (38 buts)[142]
- Meilleur joueur de la Coupe arabe futsal : 2022[143]
- Meilleur buteur du tournoi international de Changshu : 2018 (5 buts)[144]
- 2 fois Meilleur buteur du championnat français D1 : 2022-23 (30 buts)[145] et 2023-24 (25 buts)
- 2 fois Meilleur joueur du championnat français D1 : 2022-23 et 2024-25
- Meilleur buteur du Tournoi international de Croatie en 2023 (6 buts)[146]
- 3 fois dans les 10 nominés pour le prix de meilleur joueur au monde de l'année : 2022[147], 2023[148] et 2024[149]